# مصبطه
مصبطه به معنای معماری مقبره‌ای است. مقابر مصبطه‌ای معمولاً به شکل سکویی بلند و مستطیل شکل با دیوارهای پر شیب و مفروش از سنگ یا آجر بر روی محوطهٔ تدفین ساخته می‌شده‌اند. محوطهٔ تدفین در عمق زیادی در زیر زمین قرار داشته و به وسیلهٔ هواکش به سکوی بلند متصل می‌شده است (ش، ۱).
شکل مصبطه احتمالاً از تپه‌های خاکی یا سنگی که مقبره‌های پیشین را می‌پوشانید، الهام گرفته شده است. این در حالی است که، در بین‌النهرین تقریباً نوعی بی تفاوتی نسبت به آیین مردگان و حفظ مقبره‌ها وجود داشت در صورتی که در مصر این گونه مسائل را در درجه اول اهمیت قرار می‌دادند. (گاردنر، ۷۶:۱۳۷۰)؛ (ش، ۲)
در سرداب (محوطهٔ تدفین) مقبره مصبطه‌ای هیچ گونه ارتباطی با محیط خارج وجود نداشت، نقاشی یا مجسمه متوفی و نیز اشیاء نفیس و ظروفی که برای (کار) ضروری بود، قرار داده می‌شد. (جنسن، همان:۳۱)ارتباط مصبطه با محیط خارجی از طریق دری بود که به فضای کوچکی منتهی می‌شد و اقوام و نزدیکان متوفی هدایای خود را برای وی در آنجا می‌گذاردند. سوراخی از بالای سد به آن وارد می‌کردند، در برخی موارد از بام تا محل استقرار جسد، بیش از ۵/۳۰ متر به طرف پایین عمق داشت. پس از اینکه جسد را داخل قبر می‌دادند، این سوراخ را کاملاً مسدود می‌کردند و دهانهٔ آن را به دقت مانند سایر نقاط سقف می‌پوشاندند، به طوری که دیگر این مسیر کشف نشود و هر کسی به آن دستیابی نداشته باشد.
این اثر نه تنها از اولین شکل مقابر ساخته شده در مصر بود، بلکه ساخت آن‌ها در زمانی که اهرام نیز به وجود آمد، ادامه یافت و به عنوان مقابر اشراف و نزدیکان فرعون، در کنار اهرام بنا گردید و طول آن هااز۵/۴تا ۵۲متر و ارتفاعشان از ۳ تا ۹ متر متغییربوده است، علت نبودن دیوار این مقابر و تمایل آنها به داخل ظاهراً باید در استحکام بیشتر این نوع (دیوارها) نسبت به دیوارهای عمودی بوده باشد. (وحدتی اصل، ۲۰:۱۳۶۷).